# Sara (aartsmoeder)

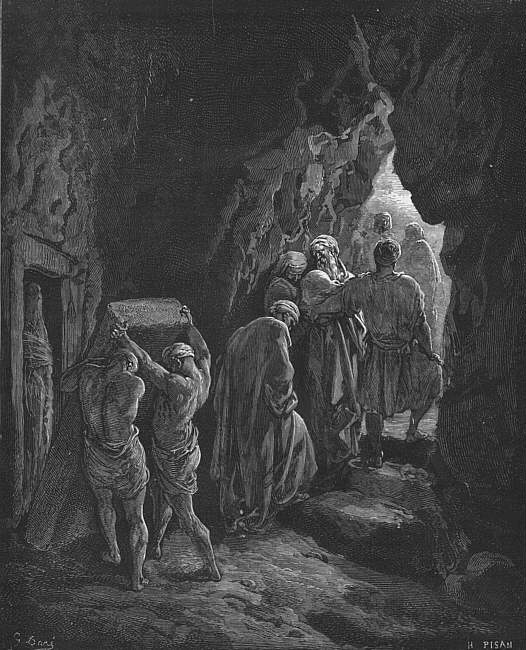
De begrafenis van Sara, gravure van Gustave Doré

Sara of Sarah (Hebreeuws: שָׂרָה, Śārāh, "vorstin" of "voorname vrouw", was volgens de traditie in de Hebreeuwse Bijbel de halfzuster en de vrouw van Abraham, de aartsvader van het jodendom, islam, en christendom. Ze komt onder andere voor in het Bijbelboek Genesis. 
Sara's oorspronkelijke naam was Sarai. Ze deelde als halfzus van Abraham dezelfde vader, Terach, maar had een andere moeder. Volgens de Bijbel was Sara tien jaar jonger dan Abraham en was ze onvruchtbaar. Abraham had echter van God de belofte gekregen dat hij de vader zou worden van een groot nageslacht. Om aan het beloofde nageslacht te komen, bevruchtte Abraham Hagar, Sara's Egyptische slavin, om als draagmoeder namens haar een kind ter wereld te brengen: Ismaël.
God zei echter tegen Abraham, wiens oorspronkelijke naam Abram was, dat Sara zelf een zoon zou baren, ondanks haar hoge leeftijd. Tevens moest hij haar in plaats van Sarai Sara noemen, omdat zij groot was in Gods ogen en er zelfs koningen uit haar nageslacht zouden voortkomen. Deze belofte kreeg zijn vervulling toen Sara toen ze negentig jaar oud was, Isaak baarde.

## Trivia
- Wanneer een man de leeftijd van 50 jaar is gepasseerd, wordt wel gezegd dat hij "Abraham heeft gezien". Dit grijpt terug op Johannes 8:57: "Gij zijt nog geen vijftig en ge hebt Abraham gezien?". Voor een 50-jarige vrouw wordt dan in plaats van Abraham meestal Sara genoemd. De jarige wordt vaak uitgebeeld met een pop en daarbij een treffende leuze over de jarige. Ook kan een Abraham of Sara als koek geschonken worden aan de jarige.